# ゼネラル・エレクトリック LM1500
ゼネラル・エレクトリック LM1500はGEアビエーションが生産する産業用と船舶用のガスタービンエンジンである。LM1500はゼネラル・エレクトリック J79航空機用エンジンシリーズの派生機種である。
LM1500 は10,000 軸馬力 (shp) (7,420 kW)で熱効率はISO条件下で33%である。

## 用途
用途には船舶の推進、産業用がある。